# El Azote
Pour l’article homonyme, voir Azote.
 (décembre 2018).
El Azote est un groupe de rock indépendant mexicain, originaire de Aguascalientes.

## Biographie
Le groupe est formé à Aguascalientes, Mexique, vers la fin de 1997. Le groupe décrit son style musical de « artesanía sonora » (son artisanal).
Les instruments varient entre batterie et percussions, les guitares électrique et acoustique, basse, fretless bass, instruments à vent. Ils racontent souvent des histoires pendant leurs concerts, avec pour thèmes le surréalisme et le mythique. Pendant leurs années d'activité, ils expérimentent leur style et pour le public et pour eux-mêmes.

## Membres
- Abraham Velasco - basse, guitare, chœurs, chant
- Alejandro Vázquez - chant
- Gerardo Castmu - guitare, batterie, percussions

## Discographie

### Albums studio
- 1999 : El Azote
- 2002 : El Color